# Stefán Júlíusson
Stefán Júlíusson (* 25. September 1915; † 20. Februar 2002) war ein isländischer Schriftsteller. Er schrieb unter dem Pseudonym Sveinn Auðunn Sveinsson.

## Leben
Er wuchs in Hafnarfjörður auf und besuchte die Realschule. Stefán absolvierte ein Lehrerexamen und studierte dann in den USA sowie an der Universität Island Pädagogik. Sein Studium schloss er mit dem Bachelor of Arts in Englisch und Literatur ab. In Hafnarfjörður arbeitete er von 1936 bis 1963 als Lehrer. Es schloss sich von 1963 bis 1969 eine Tätigkeit als Leiter der Landesbildstelle an. Er war dann Landesliteraturreferent.
Stefán schrieb Biografien, Reiseberichte und war als Übersetzer tätig. Darüber hinaus veröffentlichte er Erzählbände und Kinder- und Jugendbücher.

## Werke
- Augun hvarfla til og frá, Reykjavík, Setberg
- Jólaengillinn með gyllta nefið, Hafnarfirði, Bókabúð Böðvars, [1994]
- Hvað er klukkan? Hafnarfirði, Bókabúð Böðvars, 1994
- 35 dýra-sögur og sagnir, Hafnarfirði, Bókabúð Böðvars, 1995
- Busla, Hafnarfirði : Bókabúð Böðvars, 1995